# VRT 1
VRT 1 es un canal público de televisión belga en idioma neerlandés que emite para la Comunidad Flamenca de Bélgica. El canal forma parte de la corporación pública VRT, igual que los canales temáticos Canvas y Ketnet. Su programación es de corte generalista, basándose principalmente en la ficción y programas de entretenimiento.
Es la contraparte flamenca del canal belga francófono La Une, perteneciente a Radio Télévision Belge de la Communauté Française y del germanófono BRF-TV.

## Historia
En 1960, la Ley Harmel sustituyó al Instituto Nacional de Radiodifusión por la Belgische Radio en Televisieomroep (BRT). Desde entonces la televisión pública belga incluía una emisora pública para la Comunidad flamenca de Bélgica en neerlandés (Belgische Radio en Televisieomroep o BRT), una emisora pública para la Comunidad Francesa de Bélgica (Radio-Télévision Belge o RTB) y una institución de servicios comunes. Ambos organismos de radiodifusión son independientes entre sí y tienen plena autonomía cultural, una independencia orgánica frente al gobierno y la garantía de la libertad de información. RTB / BRT son encabezadas por un director de programación designado por el Rey.
En 1977, con la aparición de una segunda cadena de televisión en neerlandés llamada BRT-TV2 (actualmente Canvas), la primera cadena pasó a llamarse BRT-TV1.
El canal cambia de nombre repetidas veces, primero pasa a denominarse BRTN-TV1 debido al cambio de nombre del grupo, y posteriormente en 1997 a VRT-TV1. Finalmente el 21 de febrero de 2005 se adopta el nombre actual één (uno en neerlandés) siguiendo el ejemplo del canal francófono La Une de la RTBF.
El canal también transmite el bloque deportivo Sporza.

## Programación

### Nacional
- 1000 Zonnen
- Blokken
- Dans Mondial
- Debby and Nancy's Happy Hour
- De bedenkers
- De Laaste Show
- De Pappenheimers
- De Rode Loper
- De Slimste Mens ter Wereld
- De Zevende Dag
- Eurosong
- Fata Morgana
- F.C. De Kampioenen
- Gentse Waterzooi
- Het Journaal
- Koppen
- Man Bijt Hond
- Peter Live
- Salamander
- Sportweekend
- Studio 1
- Thuis
- Tomtesterom
- Tour
- Villa Política
- Vlaanderen Vakantieland
- Volt
- Witse

### Internacional
- 3rd Rock from the Sun
- Allo, Allo
- Are You Being Served?
- Bergerac
- Brothers & Sisters
- Days of Our Lives
- Desperate Housewives
- Doc Martin
- Doctor Who
- Downton Abbey
- Heartbeat
- Married... with Children
- MasterChef Australia
- Merseybeat
- Midsomer Murders
- Monarch of the Glen
- Neighbours
- Primeval
- Sliders
- Sold
- The Bill
- The Nanny
- The Saint
- Law & Order: UK

## Organización

### Dirección
- Director de programas : Mieke Berendsen

### Capital
El capital de één pertenece en un 100 % al grupo audiovisual público de la Comunidad Flamenca de Bélgica VRT

### identidad Visual

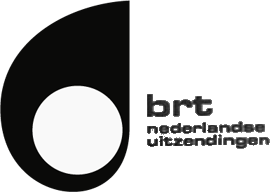
Logotipo «oreille» de la BRT (emisiones neerlandesas) de 1960 a 1977.
Logotipo de BRT-TV1 de 1982 a 1988.
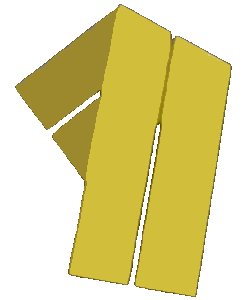
Logotipo de BRT-TV1 de 1988 a 1990.
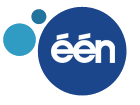
Logotipo de Één del 21 de enero 2005 al 2 de febrero 2009.
Logotipo de Één del 2 de febrero 2009 al 31 de agosto 2015.
Logotipo de Één del 31 de agosto 2015 al 1 de septembre 2019.
Logotipo de Één después del 2 de septembre 2019.

### Eslóganes
- De 1998 a 2005 : « TV1 laat je niet koud » (« TV1 no te dejará frío »)
- Desde 2005 : « Ieder zijn één » (« Todos somos uno »)

## Audiencias
Con una audiencia media del 30,5 % de cuota de mercado en 2013, één es la cadena de televisión flamenca con más espectadores por delante de VTM y de Canvas, también del mismo grupo.
| 2011   | 2012   | 2013   | 2014   | 2015   | 2016   | 2017    |
| ------ | ------ | ------ | ------ | ------ | ------ | ------- |
| 33,4 % | 31,6 % | 30,5 % | 28,7 % | 31,7 % | 32,6 % | 30,07 % |

Fuente : Centre d'Information sur les Médias.
El programa histórico con mayor audiencia del canal fue el partido de fútbol de la Eurocopa 2016 disputado entre Hungría y Bélgica el 26 de junio de 2016, que obtuvo un total de 2.420.200 espectadores y un 80,5 % de cuota de mercado.